# Friedrich Britze
Pour les articles homonymes, voir Britz.
Friedrich Britze, né à Berlin en 1870 et décédé le 5 mai 1956 au Danemark, est un graveur, graphiste, enlumineur et peintre héraldiste (de) danois d'origine prussienne.

## Biographie
Friedrich Britze a reçu sa première formation dans sa ville natale de Berlin. En 1892, il alla s'installer à Copenhague et travailla comme graveur. En 1894, il épousa une danoise, Christiane Olsen, et revint s'installer à Berlin pour y exercer son travail. En 1902, il y ouvrit son propre atelier mais quitta cette ville pour venir l'installer à Copenhague. Lors de la Grande Guerre, il fut enrôlé comme cartographe dans l'armée prussienne mais devint citoyen danois après la guerre.
Friedrich Britz est surtout connu comme un créateur de premier plan d'ex-libris et de blasons. Il a également effectué d'autres travaux, y compris des timbres. Il a inspiré l'œuvre de Jan Raneke. Son talent, souvent comparé à celui d'Otto Hupp, a été reconnu en haut lieu et il fut décoré dans l'Ordre de Dannebrog et dans l'Ordre royal de l’Étoile polaire de Suède.